# PTW Freiburg
Die PTW Freiburg GmbH ist ein  Medizintechnik-Unternehmen, das Dosimeter für die Strahlentherapie, Röntgendiagnostik und Metrologie herstellt. Es ist seit 1958 in Freiburg im Breisgau ansässig und beschäftigt 450 Mitarbeiterinnen und Mitarbeiter.

## Geschichte
Wilhelm Hammer, der am Physikalischen Institut der Universität Freiburg die Grundlagen ionisierender Strahlung erforschte, erfand 1919 ein elektrostatisches Relais, mit dem die Strahlendosis an Röntgentherapie-Geräten bestimmt werden konnte. Auf diesem Relais aufbauend entwickelte er drei Jahre später das nach ihm benannte Hammer-Dosimeter, für das er 1921 ein Patent einreichte. Es handelte sich um ein Gerät mit einer Anzeige, an der sich die Strahlendosis unmittelbar ablesen ließ. Um seine Erfindung kommerziell zu vermarkten, gründete Hammer die Physikalisch-Technischen Werkstätten (PTW), die am 9. Mai 1922 in Freiburg eingetragen wurden. Ende der 1920er Jahre setzte Hammer seine Forschungen fort. Das Unternehmen übernahm 1929 sein ehemaliger Doktorand, Herbert Pychlau, der zu diesem Zeitpunkt schon einige Jahre für Hammer tätig gewesen war.
1957 erfand Pychlau das Dosisflächenprodukt (DFP, engl.: Dose Area Product, DAP), mit dem sich die Strahlenbelastung für Patientinnen und Patienten während einer radiologischen Untersuchung berechnen lässt. PTW entwickelte ein DFP-Messgerät und vermarktete es ab 1959. Das Messprinzip des Gerätes wurde bis ins 21. Jahrhundert nicht verändert.
Nach dem Tod seines Vaters übernahm 1971 Peter Pychlau gemeinsam mit Hans-Georg Löffler die Geschäftsführung von PTW.
Infolge internationaler Nachfrage verkaufte PTW bereits in den Dreißiger Jahren ins Ausland. 1935 wurde ein Prospekt in portugiesischer Sprache für den Vertrieb in Brasilien gedruckt. 1995 wurde das erste Tochterunternehmen in New York gegründet, neun weitere folgten bis 2021.
Im Jahr 2022 feierte PTW sein 100-jähriges Bestehen.

## Niederlassungen
Die PTW Freiburg GmbH unterhält folgende Niederlassungen/Beteiligungen (Stand September 2024):
PTW North America, PTW-France, PTW Asia-Pacific, PTW Latin-America, PTW Beijing, PTW-UK, PTW Dosimetry India, PTW Dosimetría Iberia, PTW Benelux, QRM, PTW Dosimetrija RUS und PTW Africa.

## Kalibrierlabor
Seit den 1920er Jahren betreibt PTW ein eigenes Kalibrierlabor, anfangs vor allem, um die hohe Messgenauigkeit seiner Dosimeter zu gewährleisten. 1979 wurde es als erstes Dosimetrielabor von der Physikalisch-Technische Bundesanstalt (PTB) akkreditiert, ist seit 2000 als „Sekundärstandard-Dosimetrie-Kalibrierlabore (SSDL)“ zertifiziert und Mitglied des IAEA/WHO-Netzwerkes, in dem die SSDLs organisiert sind.
2014 gründete PTW eine Ausbildungseinrichtung, die in 23 Ländern Hintergrundwissen zur klinischen Dosimetrie und Qualitätssicherung vermittelt.